# SGTB
SGTB (англ. Small glutamine rich tetratricopeptide repeat containing beta) – білок, який кодується однойменним геном, розташованим у людей на 5-й хромосомі. Довжина поліпептидного ланцюга білка становить 304 амінокислот, а молекулярна маса — 33 429.
| 10         |  | 20         |  | 30         |  | 40         |  | 50         |
| ---------- |  | ---------- |  | ---------- |  | ---------- |  | ---------- |
| MSSIKHLVYA |  | VIRFLREQSQ |  | MDTYTSDEQE |  | SLEVAIQCLE |  | TVFKISPEDT |
| HLAVSQPLTE |  | MFTSSFCKND |  | VLPLSNSVPE |  | DVGKADQLKD |  | EGNNHMKEEN |
| YAAAVDCYTQ |  | AIELDPNNAV |  | YYCNRAAAQS |  | KLGHYTDAIK |  | DCEKAIAIDS |
| KYSKAYGRMG |  | LALTALNKFE |  | EAVTSYQKAL |  | DLDPENDSYK |  | SNLKIAEQKL |
| REVSSPTGTG |  | LSFDMASLIN |  | NPAFISMAAS |  | LMQNPQVQQL |  | MSGMMTNAIG |
| GPAAGVGGLT |  | DLSSLIQAGQ |  | QFAQQIQQQN |  | PELIEQLRNH |  | IRSRSFSSSA |
| EEHS       |  |            |  |            |  |            |  |            |

A: Аланін

C: Цистеїн

D: Аспарагінова кислота

E: Глутамінова кислота

F: Фенілаланін

G: Гліцин

H: Гістидин

I: Ізолейцин

K: Лізин

L: Лейцин

M: Метіонін

N: Аспарагін

P: Пролін

Q: Глутамін

R: Аргінін

S: Серин

T: Треонін

V: Валін

Кодований геном білок за функціями належить до шаперонів, фосфопротеїнів. 
Задіяний у такому біологічному процесі, як ацетилювання. 